# Arachnophora fagicola
Arachnophora fagicola är en svampart som beskrevs av Hennebert 1963. Arachnophora fagicola ingår i släktet Arachnophora, divisionen sporsäcksvampar och riket svampar.   Inga underarter finns listade i Catalogue of Life.